# Leonard Zuta
Leonard Zuta, född 9 augusti 1992 i Högsbo församling i Göteborg, är en svensk-makedonsk fotbollsspelare som spelar för kroatiska Šibenik. Hans yngre bror, Eduard Zuta, är också en fotbollsspelare.

## Karriär
Den 31 augusti 2015 värvades Zuta av kroatiska Rijeka. Innan Rijeka spelade han i svenska BK Häcken.
Den 8 januari 2019 värvades Zuta av turkiska Konyaspor, där han skrev på ett 2,5-årskontrakt. Zuta debuterade i Süper Lig den 19 januari 2019 i en 2–1-vinst över BB Erzurumspor. I juni 2020 återvände Zuta till BK Häcken.
I september 2020 värvades Zuta av den italienska Serie B-klubben Lecce, där han skrev på ett tvåårskontrakt med option på ytterligare ett år. Den 30 juli 2021 värvades Zuta av norska Vålerenga, där han skrev på ett treårskontrakt.
Den 30 augusti 2023 värvades Zuta av IF Brommapojkarna, där han skrev på ett 2,5-årskontrakt. I juli 2024 värvades Zuta av kroatiska Šibenik.